# Battlezone (gruppo musicale)
I Battlezone furono una band heavy metal statunitense fondata nel 1985 dall'ex cantante degli Iron Maiden Paul Di'Anno, scioltasi una prima volta nel 1989 e riformatasi per un solo anno nel 1998.

## Storia
Dopo lo scioglimento dei Di'Anno, l'omonimo cantante Paul Di'Anno formò un altro gruppo chiamato Strike mentre si trovava in America, con la partecipazione del batterista Bob Falck (noto con lo pseudonimo di Sid Falck durante la sua permanenza negli Overkill) e del chitarrista John Hurley. Il progetto venne comunque subito rinominato in Battlezone con il ritorno di Di'Anno nel suo paese natio, la Gran Bretagna.
La formazione iniziale comprendeva Di'Anno alla voce, Hurley e Darren Aldridge alle chitarre, Laurence Kessler al basso e Adam Parsons alla batteria (chiamato A.D. durante la sua permanenza negli Aunt Mary): questi fu però il primo ad andarsene per formare la band glam metal Belladonna, e fu rimpiazzato da Falck tornato nella band giusto il tempo necessario per incidere il primo album Fighting Back, nel 1986. Nello stesso anno entrò nella band anche John Wiggins, ex chitarrista dei Lonewolf e dei Tokyo Blade.
Poco dopo l'uscita di Fighting Back, nel 1987, i Battlezone fecero una tournée per tutta l'America per promuovere il loro album, ma le differenti opinioni musicali, le liti e le risse all'interno della band portarono all'abbandono di John Hurley e Bob Falck subito dopo il primo concerto. Nel libro di Di'Anno The Beast si legge come questi definisse Hurley un "egomaniaco" e Falck un "peso morto", e che per questo motivo erano stati cacciati dal gruppo: siccome però Hurley e Falck erano stati gli unici autori dei testi e delle canzoni di Fighting Back, questa scelta suscitò non poche perplessità. I loro posti furono presi rispettivamente da Graham Bath e Steve Hopgood, entrambi ex-membri dei Persian Risk, con cui la band poté finire il tour.
Il secondo album, Children of Madness, uscì nel 1987 ed ebbe un discreto successo. Il video della canzone I Don't Wanna Know, presa da questo album, venne ripetutamente trasmesso alla MTV statunitense. Tuttavia, l'abuso di stupefacenti e le lotte intestine avevano ormai distrutto la band, che si sfasciò verso la fine del secondo tour, obbligando Di'Anno ad assumere dei turnisti per concludere la tournée.
A seguito della rottura dei Battlezone, i membri della band ebbero diversi destini. Di'Anno e Hopgood formarono i Killers, mentre Hurley fondò la glam rock band L.O. Girls. Wiggins si riunì alla rinascita dei Tokyo Blade nel 1995. Di'Anno registrò successivamente alcune collaborazioni con i Praying Mantis.
Nel 1998, Di'Anno resuscitò i Battlezone assieme a Wiggins e a due ex-membri dei Tokyo Blade, il bassista Colin Riggs e il batterista Marc Angel, mentre Paulo Turin venne assunto come chitarrista. Con questa formazione i rinati Battlezone produssero Feel My Pain con l'etichetta discografica Zoom Club: l'album conteneva canzoni come Spoon Face e Smack, entrambe chiaramente riferite all'uso di eroina. Nel 1998 la band intraprese una tournée in Brasile, con la collaborazione di altri due ex-membri dei Killers, il bassista Gavin Cooper e il chitarrista Nick Burr. Una delle esibizioni live di questo tour apparve successivamente nella compilation Cessation of Hostilities.

## Formazione originale
- Paul Di'Anno - voce
- John Hurley - chitarra
- Darren Aldridge - chitarra
- Laurence Kessler - basso
- Adam Parsons - batteria

## Discografia
- 1986 - Fighting Back
- 1987 - Children of Madness
- 1998 - Feel My Pain
- 2001 - Cessation of Hostilities